# Sternemannsches Haus
Das Sternemannsche Haus war ein palladianisches Bürgerhaus an der Ecke Schwertfegerstraße/Kaiserstraße in Potsdam. Es wurde im Jahr 1753 im Auftrag von Friedrich dem Großen nach Entwurf von Carl Ludwig Hildebrandt erbaut. Als Vorlage diente der Palazzo Barbaran da Porto in Vicenza. Beim Luftangriff auf Potsdam 1945 zerstört, wird die Fassade seit 2024 rekonstruiert.

## Geschichte
Das Gebäude war nach seinem ersten Eigentümer benannt, dem Ratsherrn Wilhelm Sternemann.